# Cuori di vetro (album)
Cuori di vetro è un album del cantautore italiano Ron, pubblicato nel 2001, che si avvale della collaborazione di Renzo Zenobi, Gianluca Grignani, Jovanotti, Renato Zero, Carmen Consoli, Francesco De Gregori. Contiene un brano già edito, “Le cose che pensano”, scritto da Pasquale Panella su musiche di Lucio Battisti.

## Tracce
1. La pace (Ron, Phil Palmer, Renzo Zenobi)
2. Maria (Gianluca Grignani)
3. Sei volata via (Jovanotti)
4. Gli ex (Ron, Renato Zero)
5. Cuori di vetro (Ron, Renzo Zenobi)
6. Le parole che non ti ho detto (Ron, Andrea Pistilli)
7. Cuori in città (Gianluca Grignani)
8. Cambio stagione (Cambiano gli uomini come le stagioni) (Carmen Consoli, Ron, Andrea Pistilli)
9. Ti leggo nel pensiero (Francesco De Gregori)
10. Le cose che pensano (Lucio Battisti)

## Formazione
- Ron - voce, chitarra, organo Hammond, pianoforte, synth
- Andrea Pistilli - chitarre, piano, arrangiamenti
- Lorenzo Poli - basso
- Lele Melotti - batteria
- Phil Palmer - chitarra
- Peppe Vessicchio - chitarra
- Maurizio Parafioriti, Phil Palmer e Danilo Madonia - produzione
- Maurizio Parafioriti - registrazione e missaggio